# Ginger ale
Ginger ale és una beguda sense alcohol carbonatada comuna sobretot als Estats Units, al Canadà i al Regne Unit. Està feta a base de gingebre (ginger en anglès), llimona, sucre i aigua. L'origen d'aquesta beguda està en el segle xix quan als pubs anglesos es va popularitzar el costum de batre les begudes amb gingebre. Es fabrica sota diverses marques comercials com Canada Dry, Vernors, Seagram's, Schweppes, Sussex, Buffalo Rock, Ale-8-One, Blenheim Ginger Ale i Reed's. S'utilitza com a ingredient en nombrosos cocktails.

## Tipus
La golden ginger ale, més fosca i de sabor més accentuat, és més antiga. La dry ginger ale deriva de la primera i va ser creada en el període de la llei seca dels Estats Units per a ser barrejada amb begudes alcohòliques. És una versió més suau que l'original a fi de no interferir amb la beguda alcohòlica amb què es mesclava. Aquesta versió suau es va popularitzar tant que la versió golden va passar a ser rara i disponible en poques localitats. Les de les marques Vernors i Blenheim són exemples de la golden ginger ale mentre que Canada Dry i Schweppes són versions de la dry ginger.